# Instituto Médico Legal

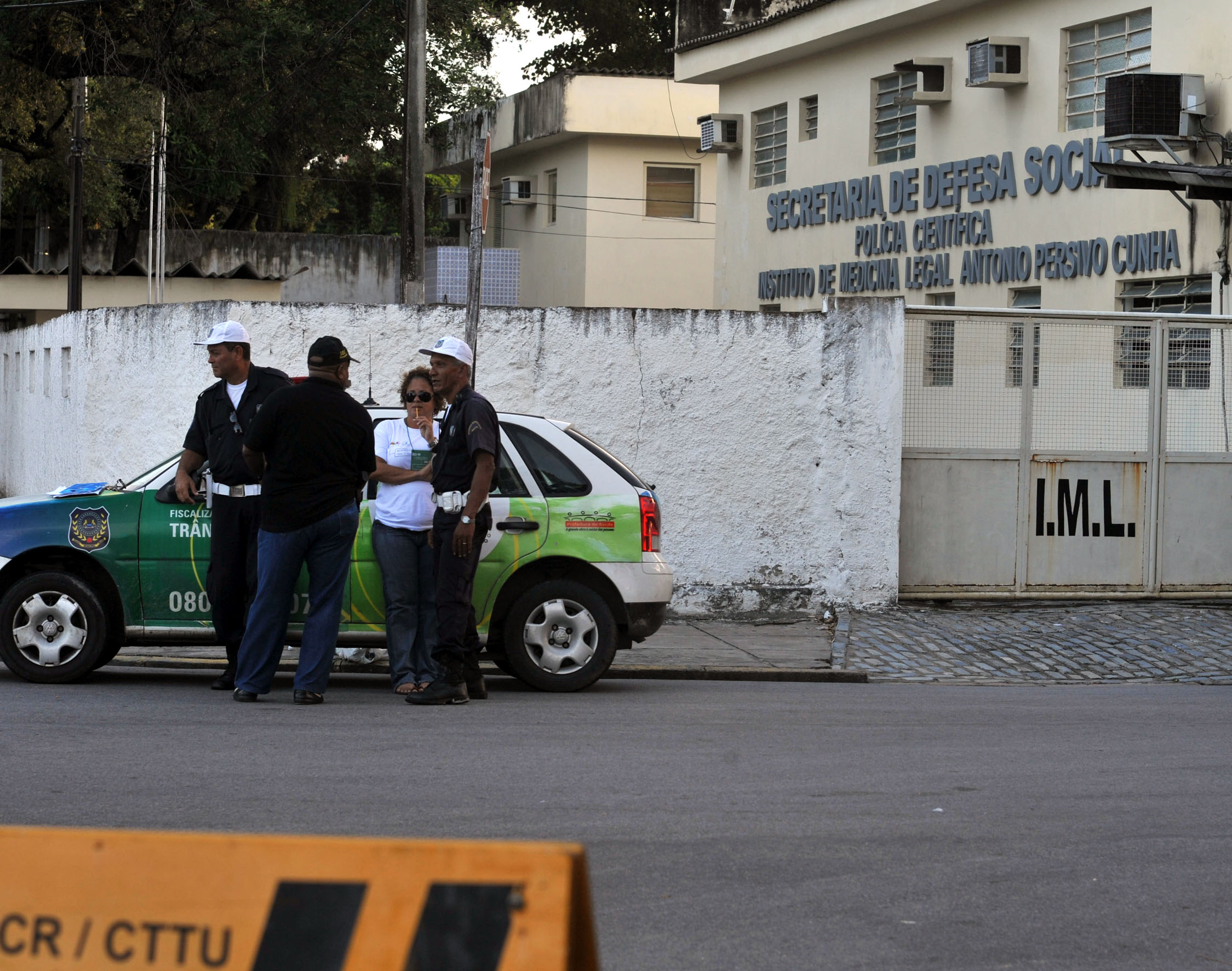
Imagem de 07/06/09 - IML em Recife com policiamento à espera dos cadáveres do Voo 447.

O Instituto Médico Legal, também conhecido como Departamento Médico Legal e pelas siglas IML ou DML, é um instituto responsável pelas necropsias e laudos cadavéricos para polícias ou departamentos científicos de determinada entidade governamental, na área de medicina legal.
Nos IMLs ou DMLs são realizados vários exames de corpo de delito e perícias, como:
- Exames necroscópicos (autópsia) ;
- Exame de tanatologia;
- Exame de toxicologia;
- Exame de lesões corporais;
- Exame de constatação de violência sexual;
- Exame de sanidade mental;
- Exame de constatação de idade;
- Exame de constatação de infecção sexualmente transmissível.